# Montes Claros (gemeente)
Montes Claros is een gemeente in de Braziliaanse deelstaat Minas Gerais. De gemeente telt 402.027 inwoners (schatting 2017).

## Aangrenzende gemeenten
De gemeente grenst aan Bocaiuva, Capitão Enéas, Claro dos Poções, Coração de Jesus, Engenheiro Navarro, Francisco Sá, Glaucilândia, Juramento, Mirabela, Patis, São João da Lagoa en São João da Ponte.

## Geboren
- Ronildo Pereira de Freitas, "Tininho" (1977), voetballer